# Crocq
Crocq település Franciaországban, Creuse megyében. Lakosainak száma 389 fő (2022. január 1.). Crocq Basville, Flayat, Saint-Agnant-près-Crocq, Saint-Maurice-près-Crocq, Saint-Oradoux-près-Crocq és Saint-Pardoux-d’Arnet községekkel határos.

## Népesség
A település népességének változása:
| Lakosok száma | 746  | 834  | 674  | 506  | 378  | 391  | 411  | 412  | 404  | 389  |
|               | 1968 | 1982 | 1990 | 2006 | 2013 | 2015 | 2017 | 2019 | 2020 | 2022 |